# Telegdi Polgár István
Telegdi Polgár István (Budapest, 1918. április 19. – Budapest, 1987. július 3.) magyar író, műfordító, újságíró, szerkesztő, kritikus; a Magyar Írószövetség tagja.

## Életpályája
Gyerekkorát Olaszországban töltötte. A középiskolát Gödöllőn végezte el. Ezután beiratkozott a Színház-és Filmművészeti Főiskolára. Az 1950-es években a Pécsi Nemzeti Színháznál segédrendező és dramaturg volt. 1952-től film-, színházi és irodalmi kritikákat írt a Dunántúl, a Kortárs folyóiratokba, s olasz könyveket lektorált. 1958-ban kezdett modern olasz regényeket fordítani. 1980-tól a Nagyvilág folyóirat olasz rovatát vezette.
Tudott franciául és németül is, mégis csak olasz nyelvből fordított (Natalia Ginzburg, Dino Buzzati, Italo Calvino, Italo Svevo regényeiből). Élete nagy részében szabadfoglalkozású műfordító volt. Részt vett az újságokban megjelent műfordítás-vitákban; cikkeivel a műfordítást mint önálló irodalmi műfajt védte.
Sírja a Farkasréti temetőben található (21/4(21/A)-1-39).

## Műfordításai
- Natalia Ginzburg: Baktérítő (regény, 1959)
- Cesare Abba: Garibaldi seregében (napló, 1960)
- Federico de Roberto: Ábránd (regény, 1961)
- Olasz népmesék (válogatott, fordítás, utószó, 1961)
- Italo Calvino: A kettészelt őrgróf (regény)
- Dino Buzzati: A Tatárpuszta (regény, 1963)
- Italo Calvino: Eleink. A nemlétező lovag. A kettészelt őrgróf. A famászó báró (kisregények, 1964)
- Italo Svevo: Zeno tudata (regény, 1967, majd a Két regény kötetben is: Bk., 1976, A vénülés éveivel együtt, utóbbi Lontay László fordításában)
- Dino Buzzati: Egy szerelem története (regény, 1971, majd Két regény címen A Tatárpusztával együtt is, 1979)
- Natalia Ginzburg: Kedves Michele (regény, 1980)
- Goffredo Parise: Tisztátlan cselekedetek (regény)
- Dino Buzzati: Képes poéma (1981)
- Marcello Venturi: A senki földje (regény, 1983)
- Italo Calvino: Ha egy téli éjszakán az utazó… (regény, fordítás, utószó, 1985)
- Italo Calvino: A famászó báró kalandjai (ifjúsági regény, 1986)

## Díjai
- A Munka Érdemrend ezüst fokozata (1978)
- Az Olasz Köztársaság lovagja cím (1981)